# 岡田藩
岡田藩（日语：／ Okada han */?）是日本江戶時代的一個藩。位於備中國，藩廳在岡田陣屋（今岡山縣倉敷市真備町），藩主是伊東氏，家格屬於外樣大名，江戸城詰席時份屬柳之間。
藩祖伊東長實，是織田信長部將伊東長久之子，伊東長實在父親死後侍奉豐臣秀吉，在小田原之役後獲得備中川邊一萬三千石，並且繼續出仕其子豐臣秀賴，後來在關原之戰時私通德川家康，通報他有關石田三成舉兵的情報，後來伊東長實和速水守久、青木一重共列為御馬迴七手組，大坂冬之陣後與嫡子長昌一同避往高野山，但因關原之戰的功勞而被德川家康重新起用，在元和元年（1615年）加封領地為一萬三千石。
伊東氏整整支配了岡田藩10代，但在5代藩主伊東長救時曾爆發被稱為「新本義民騷動」的百姓起義，新本還有義民社、義民碑設立，7代藩主伊東長詮性格温厚，明和7年（1770年）領地遭受旱災時，努力建置救助領民的政策，並從自身開始節約，被譽為明君。其子8代藩主伊東長寛延續父親政策，拔擢重臣浦池九淵整頓藩內財政，並且建設藩校敬學館，廣受好評。進入明治時代後，末代藩主伊東長於版籍奉還後仍擔任藩知事，但在廢藩置縣後被去職，但仍被列為子爵。

## 歷任藩主
1. 伊東長實
2. 伊東長昌
3. 伊東長治
4. 伊東長貞
5. 伊東長救
6. 伊東長丘
7. 伊東長詮
8. 伊東長寬
9. 伊東長裕
10. 伊東長